# تجارب الطفولة السلبية
تشمل تجارب الطفولة السلبية أشكالًا مختلفة من الإساءة البدنية والعاطفية والإهمال والخلل الوظيفي المنزلي، الذي يعاني منه الأطفال. وقد ارتبطت حالات الوفاة المبكرة بمختلف الظروف الصحية، متضمنة الاضطرابات العقلية. وارتبط الإجهاد السام الناتج عن ذلك بسوء معاملة الأطفال أيضًا، وهو ما يرتبط بعدد من التغيرات العصبية في بنية الدماغ ووظيفته.[بحاجة لمصدر] وكانت دراسة تجارب الطفولة السلبية، التي نشرت في عام 1998، أول دراسة واسعة النطاق تبحث في العلاقة بين عشر فئات من الشدائد في مرحلة الطفولة والنتائج الصحية في مرحلة البلوغ. وبدأت البحوث اللاحقة في تحديد علامات بيولوجية محددة مرتبطة بأنواع مختلفة من أشكال ACEs.

## الاثار طويلة الأجل
وفقًا لموقع مركز العافية للشباب، إن التعرض دون عازل إيجابي، مثل أحد الوالدين أو مقدم الرعاية، يمكن أن يؤدي إلى استجابة الإجهاد السام لدى الأطفال، التي يمكن أن تؤدي بدورها إلى مشاكل صحية، مثل الربو وضعف النمو والعدوى المتكررة، فضلًا عن صعوبات التعلم والقضايا السلوكية. على المدى الطويل، يمكن أن يؤدي التعرض لACEs أيضًا إلى حالات صحية خطيرة مثل أمراض القلب والسكتة الدماغية والسرطان في وقت لاحق من الحياة.
تجارب الطفولة السلبية مساوية لمختلف الضغوط، وتعرف الشدائد الخطيرة بأنها صدمة. تدرك منظمة الصحة العالمية أن الإجهاد المطول في مرحلة الطفولة يمكن أن تكون له آثار مدى الحياة على تطور العديد من الأمراض. إضافةً على ذلك، يمكن أن يعطل ACEs نمو الدماغ المبكر، ما يؤدي إلى التطور المحتمل لاضطرابات عدة، وقد صممت منظمة الصحة العالمية استبيانًا للفحص يستخدم على الصعيد الدولي؛ من أجل سرد الآثار الضارة، وربطها بالتطورات المستقبلية على أمل تدخلات وقائية محتملة، ويحمل الاستبيان عنوان الاستبيان الدولي لتجارب الطفولة السلبية (ACE-IQ).

## علم الاعصاب من الإجهاد
وقد درس الباحثون المعرفيون وعلم الأعصاب الآليات الممكنة التي قد تفسر العواقب السلبية لتجارب الطفولة السلبية على صحة البالغين. تجارب الطفولة السلبية يمكن أن تغير التطور الهيكلي للشبكات العصبية والكيمياء الحيوية لأنظمة الغدد الصماء العصبية وقد يكون لها آثار طويلة الأجل على الجسم، متضمنةً تسريع عمليات المرض والشيخوخة والمساس بالجهاز المناعي.
يشير الحمل الألوستاتيكي إلى العمليات التكيفية، التي تحافظ على التوازن خلال أوقات الإجهاد السام، من طريق إنتاج وسطاء، مثل: الأدرينالين، والكورتيزول، والرسل الكيميائيين الآخرين. وفقًا للباحث بروس S. McEwen -الذي صاغ هذا المصطلح- إن هؤلاء الوسطاء للاستجابة للإجهاد تعزِّز التكيف في أعقاب الإجهاد الحاد، ولكنها تسهم أيضًا في الحمل الزائد allostatic، والبلى على الجسم والدماغ التي تنتج عنها. وقد أوجد هذا الإطار المفاهيمي حاجة إلى معرفة كيفية تحسين كفاءة الاستجابة التكيفية للضغوطات مع تقليل النشاط المفرط للنظم نفسها، ومنذ هذه النتائج يزداد فرط النشاط في العديد من الأمراض الشائعة في الحياة الحديثة. وقد ساعد هذا الإطار أيضًا على إزالة الغموض عن بيولوجيا الإجهاد من طريق التأكيد على الآثار الوقائية، وكذلك الضارة.
لمحاولات الجسم للتعامل مع التحديات المعروفة باسم الضغوطات. إضافة إلى ذلك، قد يحدث انتقال اللاجينية بسبب الإجهاد في أثناء الحمل أو في أثناء التفاعلات بين الأم والمواليد الجدد. وقد ثبت أن الإجهاد الأمومي والاكتئاب والتعرض لعنف الشريك لها جميعا آثار لاجينية على الرضع.

## الممارسات المنفذة
ومع تزايد المعرفة بانتشار وعواقب التجارب السلبية في مرحلة الطفولة، ويجري تنفيذ ممارسات مستنيرة في مجال الصدمات وبناء القدرة على الصمود تستند إلى البحوث في المجتمعات المحلية والتعليم وإدارات الصحة العامة والخدمات الاجتماعية والمنظمات الدينية والعدالة الجنائية. وتنظر بضع ولايات في سن تشريعات.

## الجاليات
ومع تزايد المعرفة حول انتشار وعواقب أشكال التكيف مع الصدمات، يسعى المزيد من المجتمعات المحلية إلى دمج ممارسات بناء القدرة على الصمود والمستنير بالصدمات النفسية في وكالاتها وأنظمتها. وقد أظهرت البحوث التي أجريت مع المجتمعات القبلية للهنود الأمريكيين أن الدعم الاجتماعي والمشاركة الثقافية يمكن أن يخففا من آثار أشكال التعاون بين البلدان.
إضافةً إلى ذلك، تشير البحوث الجماعية المركزة -التي تضم أكثر من 100 شاب من ذوي الدخل المنخفض في المناطق الحضرية- إلى أن النظم المشتركة لتصنيف أشكال التوتر في المجتمعات المحلية ليست كافية حاليًا للتغلب على الضغوط المجتمعية، مثل التمييز العنصري والفقر والعنف المجتمعي، التي يمكن أن تؤدي أيضًا إلى صدمات في مرحلة الطفولة.
وقد اقترحت الدراسات النوعية عددًا قليلًا من النماذج حول أفضل السبل لنشر المعلومات عن أشكال المساعدة على مكافحة الحوادث على أفراد المجتمع المحلي من أجل إحداث تغيير منهجي مستنير بالصدمات. مثلًا، بعد إجراء سلسلة من المقابلات ومجموعات التركيز في 10 مدن في جميع أنحاء الولايات المتحدة، اقترحت إليس وديتز (2017) نموذج بناء القدرة على الصمود المجتمعي، وهو نموذج من مرحلتين يؤكد على التعاون عبر القطاعات العامة من أجل إنشاء مجموعة منسقة من الخدمات المجتمعية. تركز المرحلة الأولى على تطوير الأهداف المشتركة والتفاهم بين مختلف أصحاب المصلحة (العاملين الصحيين المجتمعيين، وأطباء الأطفال، والآباء...) من أجل تقييم مجالات القوة، وتصميم التدخلات، وإنشاء شبكة أوسع من الرعاية. ثم تستخدم المرحلة الثانية شبكة الرعاية المجتمعية القائمة لإنشاء مبادرات منسقة تهدف إلى الوقاية من الإجهاد السام، وينبغي إجراء جمع البيانات وتغذية المجتمع بصورة مستمرة من أجل تحسين الاستراتيجيات. ويوصي نموذج عمل التمكين (الذي أنشئ بوصفه جزءًا من مبادرة ACE في ولاية كارولينا الجنوبية) باتباع نهج تعاوني لربط مختلف أصحاب المصلحة في المجتمع واستخدام التغذية المرتدة المستندة إلى البيانات لإثراء عملية صنع القرار. وقد وضع المؤلفون خطوات ملموسة للتنفيذ بعد دراسة أوجه القصور في النماذج السابقة ودراسة 3 سنوات من بيانات مسح التدريب بعد ACE، ثم صقل النموذج من طريق سلسلة من مجموعات التركيز مع المشاركين الذين يعملون في مجال رعاية الطفل. في نموذج عمل التمكين، تُبنى قدرة المجتمع على الصمود من طريق تعزيز 5 عوامل وقائية عبر مستويات اجتماعية متعددة (الفردية، والتنظيمية، والمجتمعية، والسياسة العامة) وطوال العمر. إن الإنصاف العرقي أساسي لإنشاء مجتمعات صحية، وفي هذا النموذج، من المتوقع أن يتضاءل انتشار ACE مع إزالة الحواجز المنهجية لجميع السكان. وفي الوقت الراهن، نفذت 3 وكالات مختلفة تمولها الدولة نموذج عمل التمكين، ومن هذه التجارب، أوصى المؤلفون بما يلي: تمثيل من أصحاب المصلحة المتعددين، واختيار ميسر للاجتماعات، ووضع «عملية استعداد» رسمية قبل تطبيق النموذج، والاحتفال بالتقدم، وفهم أن التغيير المستدام يستغرق وقتًا ومرونة.
وهنالك ندرة في البحوث التجريبية التي توثق تجارب المجتمعات المحلية، التي حاولت تنفيذ معلومات عن أشكال مكافحة الصدمات والممارسة المستنيرة بالصدمات في إجراءات عامة واسعة النطاق. (وماتيلين وآخرون).  